# Плоскув (Великопольське воєводство)
Плоскув (пол. Płosków, нім. Friedrichsbruch) — село в Польщі, у гміні Злотув Злотовського повіту Великопольського воєводства.
Населення — 65 осіб (2011).
У 1975-1998 роках село належало до Пільського воєводства.

## Демографія
Демографічна структура станом на 31 березня 2011 року:
|          | Загалом | Допрацездатний вік | Працездатний вік | Постпрацездатний вік |
| -------- | ------- | ------------------ | ---------------- | -------------------- |
| Чоловіки | 40      | 17                 | 23               | 0                    |
| Жінки    | 25      | 5                  | 16               | 4                    |
| Разом    | 65      | 22                 | 39               | 4                    |